# Automatische treinbeïnvloeding
Automatische treinbeïnvloeding (ATB; deutsch Automatische Zugbeeinflussung) ist ein niederländisches Zugbeeinflussungssystem.
Die Einführung des ATB-Systems in den Niederlanden war beschlossen worden, nachdem am 8. Januar 1962 beim Eisenbahnunfall von Harmelen in dichtem Nebel ein Schnellzug und ein Nahverkehrszug frontal zusammengestoßen waren. Bei diesem bisher schwersten Eisenbahnunfall der Niederlande waren 93 Tote und 54 Verletzte zu beklagen.
Gegenwärtig gibt es zwei Streckenausführungen und eine Signalausführung der ATB:
- ATB-EG (ATB Eerste Generatie)
- ATB-NG (ATB Nieuwe Generatie)
- ATB-VV (ATB Verbeterde Versie)

ATB wird auch bei der Amsterdamer Metro eingesetzt.
Die ATB arbeitet linienförmig. Sie ist in der Lage, Signalbegriffe von der Strecke zum Lokführer auf das Fahrzeug zu übertragen.

## Funktion ATB-EG

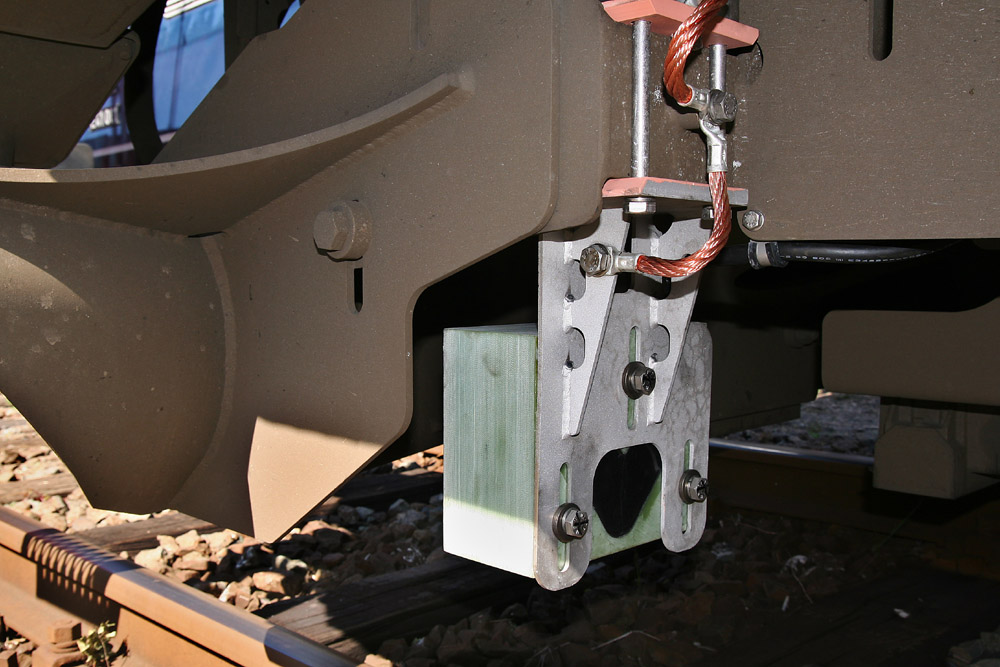
Eine ATB-Fahrzeugantenne, montiert an einer Lokomotive der Baureihe 189

Bei der ATB-EG wird eine gepulste Wechselspannung von 75 Hz in die Schienen eingespeist. Diese wird vom Fahrzeug mit einer Antenne aufgenommen. Aus der aufgenommenen Anzahl der Pulse dekodiert das ATB-Fahrzeuggerät den entsprechenden Signalbegriff und zeigt ihn dem Triebfahrzeugführer an. Die Tabelle zeigt beispielhaft die Kodierung der ATB-EG:
| Code (Pulse per Minute) | Max. Geschw.                                   | Anzeige |
| ----------------------- | ---------------------------------------------- | ------- |
| kein                    | 40 km/h                                        |         |
| 220                     | 60 km/h                                        | 6       |
| 180                     | 80 km/h                                        | 8       |
| 120                     | 130 km/h                                       | 13      |
| 96                      | volle Streckenhöchstgeschw. (maximal 140 km/h) |         |
| 75                      | ATB außer Betrieb                              | BD      |

Im Jahr 2005 begann eine Umrüstung der ATB-EG. Mit einem geschätzten Aufwand von 40 Millionen Euro sollte das Zugbeeinflussungssystem an rund 1000 Stellen im Netz der NS so verändert werden, dass mit einer Geschwindigkeit von weniger als 40 km/h Halt zeigende Signale überfahrende Züge gestoppt werden sollten. Im Jahr 2004 wurden im NS-Netz in 352 Fällen Halt zeigende Signale überfahren.
ATB-E
Für Werkzüge und Museumzüge war es oft aufwendig die ATB-EG zu installieren. Deshalb wurde für diese Züge das ATB-E (ATB-Eenvoudig – „einfach“) entwickelt. Es ist eine einfachere Variante der ATB-EG, das auf die Anzeige der Höchstgeschwindigkeit im Führerstand verzichtet. Außerdem ist der größte Teil des Gerätes nicht fest eingebaut, sondern tragbar. So braucht man nur für jeden tatsächlich fahrenden Zug ein Gerät.
ATB-Vv
Die klassische ATB-EG ist inaktiv für Geschwindigkeiten unter 40 km/h und löst keine Zwangsbremsung aus, wenn ein Zug über ein ‚Halt‘-zeigendes Signal fährt. Deshalb wurde ATB-Vv (Verbeterde versie – verbesserte Version) entwickelt. Es erweitert die ATB-EG um drei Balisen, vergleichbar der deutschen PZB, die jeweils 120, 30 und 3 Meter vor dem zugehörigen Signal liegen, und wirkt somit punktförmig und autonom, das heißt in jedem Fall Zwangsbremsung bei zu hoher Annäherungsgeschwindigkeit bei Halt zeigendem Signal. Trotzdem ist fahrzeugseitig oft nur eine Software-Anpassung notwendig. Bei einer erfolgten Beeinflussung durch ATB-Vv überwacht das Fahrzeug die Einhaltung einer Bremskurve, so dass das Halt zeigende Signal nur minimal unzulässig überfahren werden kann.

## Funktion ATB-NG
ATB-NG (Nieuwe Generatie – neue Generation) ist nur auf einigen Strecken der NS installiert. Diese Version des Systems besteht aus streckenseitigen Balisen und fahrzeugseitigen Anlagen. Eine Infill-Funktion auf Basis einer Kabelschleife ist ebenfalls verfügbar. Die Datenübertragung erfolgt zwischen der aktiven Balise und einer fahrzeugseitigen Antenne. Das System ist richtungsgebunden, die Balisen sind zwischen den Schienen leicht außermittig montiert. Das Fahrzeuggerät des ATB-NG ist mit dem Streckengerät der ATB-EG voll interoperabel.
Die Datenübertragung zu den Zügen erfolgt mit Frequency Shift Keying (FSK) 100 kHz ± 10 kHz bei der Übertragungsrate von 25 kbit/s, wobei 119 Nutzbits pro Telegramm übermittelt werden.
Der Triebfahrzeugführer muss die folgenden Zugeigenschaften eingeben:
- Zuglänge
- Zughöchstgeschwindigkeit
- Zugbremseigenschaften

Dem Triebfahrzeugführer werden im Führerraum anzeigt:
- Maximale Streckengeschwindigkeit
- Zielgeschwindigkeit
- Zielentfernung
- Bremskurve

Überwacht werden die folgenden Parameter:
- Streckengeschwindigkeit
- Langsamfahrstellen
- Haltepunkt
- Dynamisches Bremsprofil

Das System reagiert mit optischer Vorwarnung und Warnton. Falls der Triebfahrzeugführer bei einer Verletzung der Bewegungsüberwachung nicht auf den Warnton reagiert, erfolgt eine Zwangsbremsung.

## Ausrüstungsstand

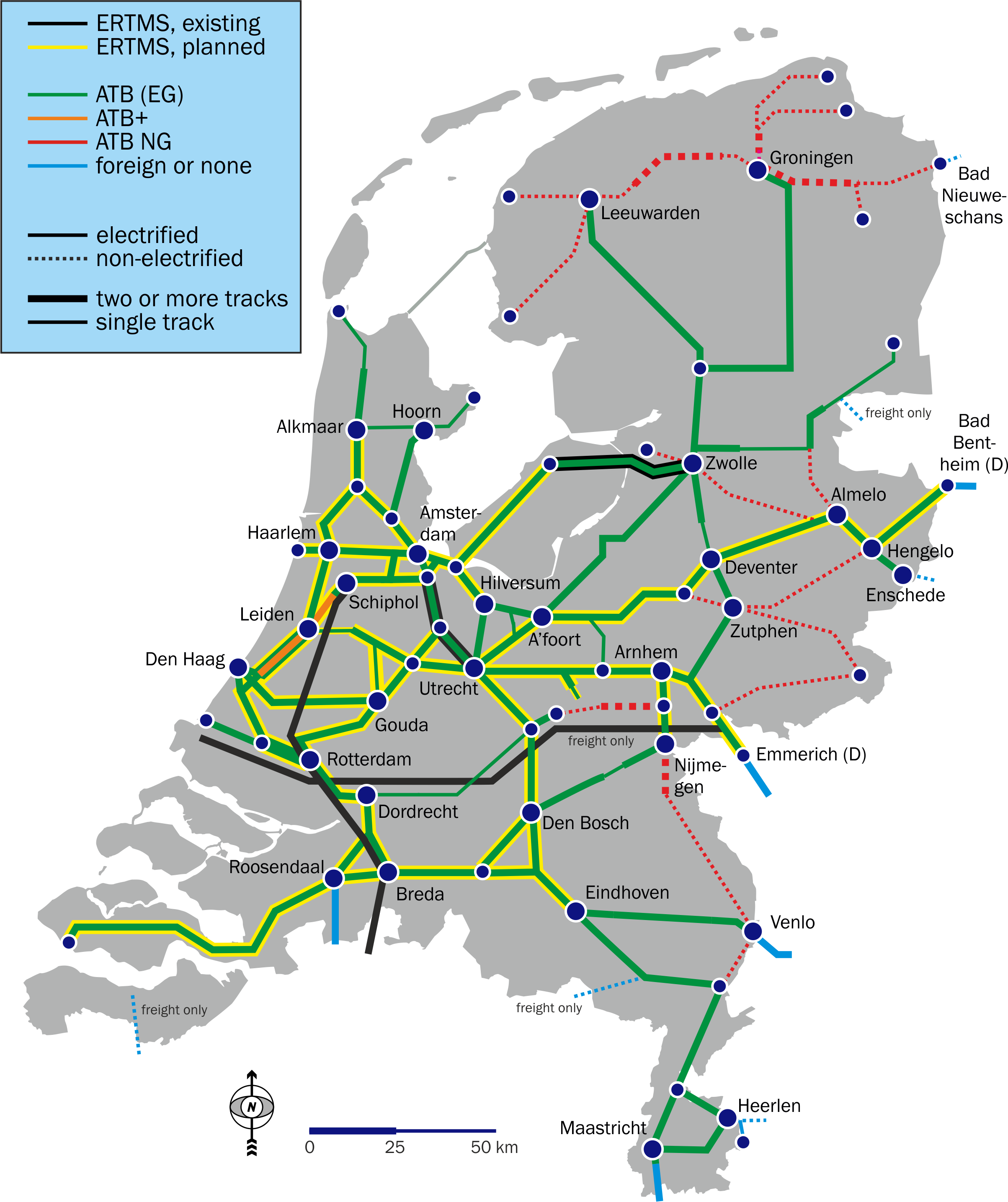
Ausrüstungsstand ATB (Stand: 2017)

Die Karte zeigt den ATB-Ausrüstungsstand in den Niederlanden. ETCS ist das nachfolgende Zugbeeinflussungssystem aus dem ERTMS, welches auf der Betuwe-Strecke und auf der HSL Zuid bereits in Betrieb ist.
Die Karte zeigt der Zustand bis 2017. Seit 2017 ist der Zugverkehr auf die Strecke Rotterdam – Hoek van Holland eingestellt. Die Strecke ab Bhf Schiedam-Centrum ist an die RET übergeben und wurde nach rund 30-monatiger Umbauzeit als Verlängerung der Metro-Strecke B wieder in Betrieb genommen. Im Teilstück Schiedam-Centrum – Vlaardingen wurden besondere Einrichtungen gebaut damit einer Großkunde durch Güterverkehr weiterhin bedient werden kann. Fahrplanbedingt geschieht dies nur in der Nacht.